# Nick Ring
Nick Ring (Calgary, 10 de fevereiro de 1979) é um lutador Canadense de Artes marciais mistas, atualmente compete no Peso Médio do Ultimate Fighting Championship.

## Carreira no MMA

### Bellator Fighting Championships
Ring sofreu uma lesão por uma joelhada que o forçou a ficar fora do MMA por 3 anos. Durante esse tempo, Ring se tornou um profissional de Boxe, conseguindo um recorde de 4-1 , sendo 3 vitórias por nocaute. Eventualmente Ring voltou para o MMA e ingressou no Bellator.
No Bellator 9, Ring lutou com Isidoro Gonzales e venceu aos 39 segundos do primeiro round com uma guilhotina.

### The Ultimate Fighter
Em Março de 2010, Ring foi anunciado entre o plantel de lutadores da décima primeira edição do The Ultimate Fighter.
Em uma performance dominante, para entrar para a casa do TUF, Ring derrotou Woody Wetherby por Nocaute Técnico no primeiro round. Ring foi a primeira escolha de Tito Ortiz para a Equipe Ortiz.
Na sua segunda luta, Ring enfrentou Court McGee, vencendo por Decisão Majoritária (20–18, 19–19, 20–18).
Mais tarde, McGee voltou à competição e os dois eram esperados para fazer uma revanche nas quartas-de-final. Porém, após uma visita ao médico, Ring descobriu que ele tinha lesionado seu LCA; a luta foi cancelada, e Ring foi retirado da competição. James Hammortree foi o substituto de Ring.
Devido à sua lesão no joelho, Ring não pode participar do TUF 11 Finale. A cirurgia de Ring's aconteceu em 8 de Abril de 2010 e depois, Ring enfrentou um longo tempo de recuperação, sendo liberado para treinar em Setembro.

### Ultimate Fighting Championship
Ring fez sua estréia no UFC no dia 27 de Fevereiro de 2011, contra Riki Fukuda, venceu por uma decisão unânime controversa.
Para sua segunda luta no UFC, Ring enfrentou o estreante James Head em 11 de Junho de 2011 no UFC 131. Ele venceu por Finalização no terceiro round.
Na sua terceira luta no UFC, Ring enfrentou Tim Boetsch em 24 de Setembro de 2011 no UFC 135. Ele perdeu por Decisão Unânime, essa foi a primeira derrota profissional de Ring.
Ring enfrentou Court McGee em uma revanche do The Ultimate Fighter em 21 de Julho de 2012 no UFC 149. Ring venceu por Decisão Unânime. Pela segunda vez em uma luta contra McGee, a vitória foi contestada.
Ring era esperado para enfrentar Costa Philippou em 17 de Novembro de 2012 no UFC 154, porém a luta foi cancelada devido à Ring passar mal no dia da pesagem.
Ring enfrentou Chris Camozzi em 16 de Março de 2013 no UFC 158 e saiu derrotado por decisão dividida.
Ring era esperado para enfrentar Uriah Hall em 17 de Agosto de 2013 no UFC Fight Night: Shogun vs. Sonnen. Porém uma lesão tirou Ring do evento, dando lugar ao ex-participante do TUF 17 Josh Samman.
Ring enfrentou Caio Magalhães em 7 de Dezembro de 2013 no UFC Fight Night: Hunt vs. Pezão. Em uma luta bem movimentada e equilibrada, Ring teve bons momentos mas acabou sendo derrota por Decisão Unânime.

## Cartel no MMA
| Cartel no MMA   |             |            |
| 18 lutas        | 14 vitórias | 4 derrotas |
| Por nocaute     | 2           | 0          |
| Por finalização | 6           | 0          |
| Por decisão     | 6           | 4          |

| Res.    | Cartel | Oponente         | Método                       | Evento                          | Data       | Round | Tempo | Local                       | Notas          |
| ------- | ------ | ---------------- | ---------------------------- | ------------------------------- | ---------- | ----- | ----- | --------------------------- | -------------- |
| Derrota | 14-4   | Cory Devela      | Decisão (unânime)            | Hard Knocks 44                  | 26/06/2015 | 3     | 5:00  | Calgary, Alberta            |                |
| Vitória | 14-3   | Jason Zentgraf   | Decisão (unânime)            | Hard Knocks 43                  | 22/05/2015 | 3     | 5:00  | Calgary, Alberta            |                |
| Derrota | 13-3   | Caio Magalhães   | Decisão (unânime)            | UFC Fight Night: Hunt vs. Pezão | 07/12/2013 | 3     | 5:00  | Brisbane                    |                |
| Derrota | 13-2   | Chris Camozzi    | Decisão (dividida)           | UFC 158: St. Pierre vs. Diaz    | 16/03/2013 | 3     | 5:00  | Montreal, Quebec            |                |
| Vitória | 13-1   | Court McGee      | Decisão (unânime)            | UFC 149: Faber vs. Barao        | 21/07/2012 | 3     | 5:00  | Calgary, Alberta            |                |
| Derrota | 12-1   | Tim Boetsch      | Decisão (unânime)            | UFC 135: Jones vs. Rampage      | 24/09/2011 | 3     | 5:00  | Denver, Colorado            |                |
| Vitória | 12-0   | James Head       | Finalização (mata leão)      | UFC 131: Dos Santos vs. Carwin  | 11/06/2011 | 3     | 3:33  | Vancouver, British Columbia |                |
| Vitória | 11-0   | Riki Fukuda      | Decisão (unânime)            | UFC 127: Penn vs. Fitch         | 27/02/2011 | 3     | 5:00  | Sydney                      | Estréia no UFC |
| Vitória | 10-0   | Yannick Galipeau | Finalização (chave de braço) | AMMA 1 – First Blood            | 24/10/2009 | 1     | 2:30  | Edmonton, Alberta           |                |
| Vitória | 9-0    | Chester Post     | Nocaute Técnico (socos)      | Rumble in the Cage 36           | 12/09/2009 | 1     | 2:24  | Lethbridge, Alberta         |                |
| Vitória | 8-0    | Isidro Gonzalez  | Finalização (guilhotina)     | Bellator 9                      | 29/05/2009 | 1     | 0:39  | Monroe, Louisiana           |                |
| Vitória | 7-0    | Ryuichi Murata   | Decisão (unânime)            | Deep – 23 Impact                | 05/02/2006 | 2     | 5:00  | Tóquio                      |                |
| Vitória | 6-0    | Mike Malone      | Nocaute Técnico (socos)      | Icon Sport – Opposites Attract  | 28/10/2005 | 1     | 3:04  | Hawaii                      |                |
| Vitória | 5-0    | Kimo Woelfel     | Finalização (mata leão)      | Superbrawl – Icon               | 23/07/2005 | 1     | 2:06  | Honolulu, Hawaii            |                |
| Vitória | 4-0    | Kevin Dolan      | Finalização (socos)          | WFF 4 – Civil War               | 04/04/2003 | 1     | 1:20  | Vancouver, British Columbia |                |
| Vitória | 3-0    | Alex Gasson      | Decisão (unânime)            | Calgary Max                     | 22/02/2003 | 3     | 5:00  | Calgary, Alberta            |                |
| Vitória | 2-0    | Wyatt Lewis      | Decisão (unânime)            | Roadhouse Rumble 7              | 08/02/2003 | 2     | 5:00  | Lethbridge, Alberta         |                |
| Vitória | 1-0    | Bill Mahood      | Finalização (verbal)         | Roadhouse Rumble 5              | 23/02/2002 | 1     | 0:22  | Lethbridge, Alberta         |                |